# Otso4
Die Lokomotiven der Serie Otso4 mit Verbrennungsmotor sind ein von dem finnischen Fahrzeughersteller Saalasti hergestellter Lokomotiventyp aus der 1956 aufgelegten Otso-Produktfamilie, von denen zwischen 1974 und 1989 zehn Exemplare für den Einsatz in Industrieanlagen hergestellt wurden.

## Geschichte
Das Unternehmen Saalasti aus Espoo entwarf diese neue Lokomotive und ein hydraulisch gesteuertes Wende- und Untersetzungsgetriebe, nachdem der Verkaufspreis für den Vorgängertyp Otso3 zu hoch war und sich dieser auf dem Markt nicht absetzen ließ.
Die Höchstgeschwindigkeit der Lokomotiven, die nach Kundenwunsch gebaut wurden, beträgt 30–80 km/h, die Leistung 300–400 kW und die Zugkraft 90–135 kN. Die Kraftübertragung erfolgte bei den ersten Lokomotiven hydrodynamisch, ist aber auch mit hydrostatischen Getriebe möglich. Die Kraftübertragung vom Getriebe auf die Achsgetriebe erfolgt über Kardanwellen.
Einige der Lokomotiven sind mit Funksteuerung ausgestattet.
Die Saalasti-Fahrzeuge werden vom Tochterunternehmen Teräspyörä-Steelwheel Oy im Ortsteil Voikkaa der Stadt Kouvola gebaut.

## Einsätze
Im finnischen Eisenbahnverkehr werden die Otso-Lokomotiven unabhängig von der Bauart als Baureihe Dr25 (98 10 8129 XXX-Y) bezeichnet.
Die Dr25 (98 10 8129 004-2) von Teräspyörä (Saalasti 113/1975) wurde Anfang 2022 als Versuchslokomotive für die Entwicklung einer autonomen Lokomotive verwendet.
Die Dr25 (98 10 8108 142-5) wird von FoxRail Logistics Oy, einem neuen Verkehrsunternehmen, verwendet. Das Unternehmen erhielt am 25. August 2021 ein Sicherheitszertifikat und begann am 1. September 2021 mit den Arbeiten am Güterterminal Niirala. Die Lokomotive gehört Teräspyörä (Saalasti 142/1984) und wurde zuvor von Aurora Rail Oy an der gleichen Stelle verwendet. Diese Otso4 gehörte früher Railship, hatte eine Spurweite von 1435 mm und war in Hanko und in Turku im Einsatz.

## Name
Otso ist ein alter finnischer Name für „Bär“. Ursprünglich wurden auch andere große Tiere oder große Menschen so genannt. Heute ist es ein üblicher männlicher Vorname.